# Chorosziw (obwód chmielnicki)
Chorosziw (ukr. Хорошів) – wieś na Ukrainie, w obwodzie chmielnickim, w rejonie szepetowskim, w hromadzie Biłohirja. W 2001 liczyła 731 mieszkańców, spośród których 729 wskazało jako ojczysty język ukraiński, a 2 rosyjski.